# Release from Agony
Release from Agony treći je studijski album njemačkog thrash metal sastava Destruction. Album je objavljen 1. prosinca 1987. godine, a objavila ga je diskografska kuća Steamhammer.

## Popis pjesama
Tekstovi i glazba: Destruction. 
| 1. | »Beyond Eternity«        | 1:11 |
| 2. | »Release from Agony«     | 4:44 |
| 3. | »Dissatisfied Existence« | 4:30 |
| 4. | »Sign of Fear«           | 6:46 |

| Strana B | Strana B            | Strana B | Strana B | Strana B | Strana B | Strana B | Strana B | Strana B | Strana B |
| Br.      | Skladba             | Trajanje |          |          |          |          |          |          |          |
| -------- | ------------------- | -------- | -------- | -------- | -------- | -------- | -------- | -------- | -------- |
| 5.       | »Unconscious Ruins« | 4:27     |          |          |          |          |          |          |          |
| 6.       | »Incriminated«      | 5:22     |          |          |          |          |          |          |          |
| 7.       | »Our Oppression«    | 4:49     |          |          |          |          |          |          |          |
| 8.       | »Survive to Die«    | 5:31     |          |          |          |          |          |          |          |
| 37:20    |                     |          |          |          |          |          |          |          |          |

## Zasluge
Destruction
- Schmier – bas-gitara, vokali
- Mike Sifringer – gitara
- Harry Wilkens – gitara
- Oliver Kaiser – bubnjevi

Dodatni glazbenici
- André Grieder – prateći vokali (na pjesmama 3, 7, 8)
- Mille Petrozza – prateći vokali (na pjesmi 2)
- Ventor – prateći vokali  (na pjesmi2)
- V.O. Pulver – prateći vokali  (na pjesmama 3, 7, 8)

Ostalo osoblje
- Guido Glöckler – dizajn
- Joachim Luetke – omot albuma
- Kalle Trapp – produciranje